# Vašrelj
Vašarelj, Vašrelj (mađ. Hódmezővásárhely) je grad na jugoistoku Mađarske.
Površine je 487,98 km četvornih.

## Zemljopisni položaj
Nalazi se na jugoistoku Mađarske. Mártély i Micenta su sjeverozapadno, Derekegyház je sjeverno, Orosháza je sjeveroistočno, istočno je Bekeška županija (naselja Bekessamson, Tótkomlós, jugoistočno je Földeák, južno je Maroslele, jugozapadno su Đeva, Segedin, Sirik i Deska. Rijeka Tisa je zapadno. Zapadno su izmeliorirane površine, jer je Tisa često poplavljivala.

## Upravna organizacija
Grad je s okružnim pravima. Upravno je sjedište vašreljske mikroregije u Čongradskoj županiji. Poštanski je broj 6800. Manjinsku samoupravu imaju Romi, Nijemci i Rumunji.

## Povijest
U povijesti su u srednjem vijeku ovdje bila naselja Hód, Vásárhely, Ábrány i Tarján. 1456. godine za doba Janka Hunjadija zabilježeno je kao trgovište. Status grada stekao je prije 1900. godine.
1950. su iz Vašarelja izdvojena sela Kardoskút, Székkutas i Mártély.

## Promet
Prometno je čvorište.

## Stanovništvo
2001. je godine u Vašarelju živjelo 48.909 Vašreljana i Vašreljanka, većinom Mađara te nešto malo Roma i Nijemaca. Katolika je preko 28%, kalvinista je 24%, 34% ne pripada nikojoj vjeri.

## Galerija
- Kalvinistička crkva.
- Luteranska crkva.
- Gradska vijećnica.
- Zgrada Mađarske banke.
- Hotel Crni orao.
- Secesijska sinagoga u Vašrelju.

## Vanjske poveznice
- Službene stranice
- Zračne slike